# Kyros-der-Große-Tag

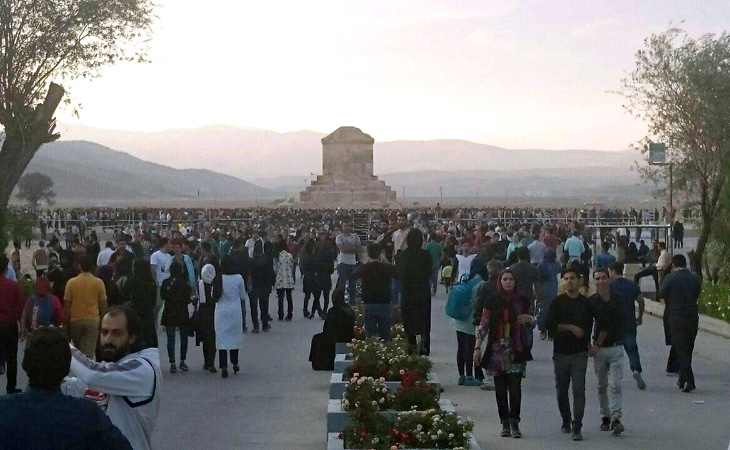
Kyros der Große Tag, 29. Oktober 2015

Kyros der Große Tag (persisch روز کوروش بزرگ, romanisiert: ruz-e kuroš-e bozorg) ist ein inoffizieller iranischer Feiertag, der am siebten Tag von Aban stattfindet, dem achten Monat des Iranischen Kalenders (29. Oktober am Gregorianischen Kalender), zum Gedenken an Kyros II., den Gründer des alten persischen Reiches der Achämeniden.
Die Feierlichkeiten bestehen vor allem aus Versammlungen am Grabmal des Kyros II. in Pasargadae, Provinz Fars. Im Oktober 2021 untersagte die iranische Polizei Personen den Besuch des Mausoleums.
Zur gleichen Zeit wie die Proteste im Iran seit September 2022 wurden im Iran und in der ganzen Welt viele Aufrufe zum Tag Kyros des Großen getätigt. In allen Städten des Iran wurden Einladungen über soziale Netzwerke verschickt.